# Lorenzo Pellizzari
Lorenzo Pellizzari (Milano, 16 febbraio 1938 – Milano, 7 agosto 2016) è stato un saggista e critico cinematografico italiano.

## Biografia
Interrompendo gli studi in economia, esordisce nel 1960 come redattore del bimestrale Cinema Nuovo, diretto da Guido Aristarco, nel quale riconosce, nonostante i successivi screzi, il proprio maestro.
Nel 1974 fonda, con altri dissidenti da Cinema nuovo, fra cui Adelio Ferrero (primo direttore) e Guido Fink, il trimestrale Cinema e cinema (poi Cinema & Cinema), che dirige dal 1977 al 1981.
Dal 1976 collabora al mensile Cineforum, in particolare con due fortunate rubriche: dal 1981 al 1989 La casa della falsa vita (divagazioni eretiche sul cinema) e dal 1997 al 2007 Le lune del cinema (registrazione quotidiana di fatti e misfatti del grande e piccolo schermo, lutti compresi). Dal 1996 collabora al mensile Duel, poi Duellanti, in particolare con la rubrica Immagin/Azioni: 99 interventi polemici, ironici e fantasiosi poi raccolti nel volume True Stories pubblicato da Falsopiano.
Occupandosi anche di fotografia (classica e contemporanea), di illustrazioni, di arti applicate e di editoria, collabora dal 1985 al 1987 al supplemento domenicale de Il Sole-24 Ore, dal 1986 al 2004 al mensile Domus e dal 1991 al 2003 al mensile Abitare.
Nel 1982 cura per la Biennale di Venezia la mostra fotografica Hollywood anni Trenta, con relativo catalogo. Nel 1985 e nel 1986. cura per la Repubblica di San Marino due omaggi a Tonino Guerra e Carlo Rambaldi, con i rispettivi volumi. Nel 1988 cura per il Festival di Locarno la retrospettiva di Alberto Cavalcanti con relativa monografia, poi esportata in Brasile. Ha diretto la collana “Biblioteca Cinema” per Longanesi e dirige la collana “La nobile arte” (testi di critica cinematografica) per Falsopiano.
Nel 1978 è stato tra i fondatori del Premio Adelio Ferrero per giovani saggisti e critici, della cui giuria è presidente. Dal 2002, sempre ad Alessandria, è uno dei direttori di Ring! Festival della critica cinematografica.  Grande appassionato conoscitore e collezionista di fotografie, Pellizzari, dopo aver fatto parte, dal 1998, della giuria di Cliciak, concorso annuale per fotografi di scena, ha donato nel 2016 al Centro Culturale San Biagio di Cesena la sua fototeca privata, ricca di circa 15.000 foto di cinema.
Negli ultimi tempi ha intrecciato un intenso e proficuo rapporto con la casa editrice Artdigiland, diretta da Silvia Tarquini, curando la riedizione de L'avventura di uno spettatore. Italo Calvino e il cinema, pubblicando Il mio Zavattini. Incontri, percorsi, sopralluoghi, e Il calendario del cinema.
Suoi saggi appaiono in qualche decina di volumi collettivi o collettanei oltre che nella Storia del cinema mondiale diretta da Gian Piero Brunetta (Einaudi e nella Storia del cinema italiano diretta da Lino Miccichè (Marsilio/Centro Sperimentale di Cinematografia). Ha curato e prefato numerosi volumi dedicati alla raccolta di scritti di critici cinematografici (Adelio Ferrero, Corrado Terzi, Lodovico Stefanoni, Glauco Viazzi, Vittorio Bonicelli, Guido Aristarco, Ugo Casiraghi, Morando Morandini, Giovanni Buttafava, ecc.), restando la storia della critica cinematografica il suo principale settore di interesse, intervento e ricerca, come attesta il suo Critica alla critica.

## Opere
- Cineromanzo. Il cinema italiano 1945-1953, Longanesi, 1978
- Hollywood anni Trenta, La Biennale di Venezia, 1982,
- Tonino Guerra, Maggioli, 1985
- Carlo Rambaldi e gli effetti speciali, Aiep, 1986
- Alberto Cavalcanti (con Claudio M. Valentinetti), Festival du Film di Locarno, 1988, e Instituto Pietro e Lina Bardi, San Pâo do Brazil, 1991
- I capolavori di Charlie Chaplin (con Anna Silva), De Agostini, 1990
- Sorditalia, Fabbri, 1995
- Il romanzo di Alida Valli (con Claudio M. Valentinetti), Garzanti, 1995
- Critica alla critica. Contributi a una storia della critica cinematografica italiana, Bulzoni, 1999
- Ugo Tognazzi regista (con Fabio Francione), Falsopiano, 2002
- Vittorio Caprioli regista (con Fabio Francione), Falsopiano, 2003
- Nino Manfredi regista (con Fabio Francione), Falsopiano, 2004
- True stories. Il cinema è servito in 99 piani sequenza, Falsopiano, 2008
- Il mio Zavattini. Incontri, percorsi, sopralluoghi, Artdigiland, 2012
- L'avventura di uno spettatore. Italo Calvino e il cinema, Artdigiland, 2015
- Il calendario del cinema: 365 giorni tra persone, film, momenti di riguardo (e senza riguardo) ovvero L'altra faccia della Luna, Artdigiland, 2016

| Controllo di autorità | VIAF (EN) 19862097 · ISNI (EN) 0000 0000 8099 1561 · SBN CFIV041780 · LCCN (EN) n78038446 · GND (DE) 137809042 · BNF (FR) cb13770262b (data) · J9U (EN, HE) 987007308816705171 |